# محوطه غربالبیز
محوطه غربالبیز مربوط به دوران‌های تاریخی پس از اسلام است و در شهرستان مهریز، روستای مدوار واقع شده و این اثر در تاریخ ۵ آذر ۱۳۸۰ با شمارهٔ ثبت ۴۳۷۲ به‌عنوان یکی از آثار ملی ایران به ثبت رسیده است.